# 卡洛·法西
卡洛·法西（Carlo Fassi，1929年12月20日—1997年3月20日），義大利花式滑冰選手，生於米蘭，退役後成為國際級教練，教出許多冬季奧運與世錦賽冠軍。

## 選手與教練生涯
作為選手，法西於1953與1954年獲得歐洲錦標賽冠軍，並於1953年得到世界錦標賽銅牌，還曾連續衛冕十屆義大利錦標賽冠軍。
退役後，他成為教練。1956至1961年，他在義大利北部科爾蒂納丹佩佐的奧林匹克體育館執教，並教了義大利國手四年。德國運動員克莉絲塔·馮·庫克茲考斯基是他最早的學生之一，後來與他結婚，生下三個孩子：瑞卡多（Riccardo）、莫妮卡（Monika）與羅倫佐（Lorenzo）。
1961年世界錦標賽美國花式滑冰代表團因比利時航空548號班機空難全數罹難，其中有好幾位優秀的美國花式教練。在美國花式滑冰教練人才空缺之時，法西全家移居美國，並很快成為頂尖的國際級教練。他最初在科羅拉多泉知名的布羅德莫爾冰場執教，有一段時間搬到丹佛，1980年代初期又搬回布羅德莫爾。之後他曾短暫返義，但後來改以美國加州箭頭湖的冰城堡冰場（the Ice Castle rink）為根據地。
他的學生包括世錦賽與奧運冠軍佩姬·佛萊明、桃樂絲·漢彌爾、約翰·庫利、羅賓·卡曾斯與吉爾·特雷納里，他也曾教過幼年時的斯科特·漢密爾頓與保羅·懷利。滑冰選手自世界各地來向法西求教，使他的訓練營有國際化氛圍。
法西是個優秀的技術教練，同時也擅長讓學生引起裁判注意，甚至有人說他是冰壇的「政治交易」大師。他的形象相當有代表性，甚至被當作動漫畫創作的原型：史努比當花式滑冰教練的橋段，就是以他為藍本（出現在1980年的電視特別節目「她滑得真好，查理·布朗」）。
1997年世錦賽於瑞士洛桑舉行期間，卡洛因心肌梗塞身故，當時他作為教練陪同美國選手妮可·包貝克參賽。
2002年，法西被選入世界花式滑冰教練名人堂。

## 1980年冬季奧運爭議
法西死後，美國選手琳達·法拉提安尼與她的教練法蘭克·卡羅指控法西在1980年冬奧搶走了自己的冠軍。法拉提安尼認為法西和東歐評審共謀分大餅，讓自己的學生羅賓·卡曾斯與東德冠軍安奈特·普茨分別在男女單人滑得好名次。這個控訴一傳十十傳百，讓許多人以為這就是事實，然而當年男子單人滑的裁判桑妮雅·比安凱蒂否認男子單人滑成績被操作，並指出其實在九名裁判中僅有兩名來自所謂東歐集團——更有五位非東歐集團的評審把普茨評為第一。女子單人滑項目的美國籍評審班傑明·萊特（Benjamin Wright）反而怪製表分數當時便生效，讓法拉提安尼失利。
另一方面，其實法西有五位學生參加當年的女子單人滑項目競賽，包括日本的渡部繪美、義大利的蘇珊娜·達利安諾、奧地利的克勞蒂亞·克里斯多菲克斯—賓德、芬蘭的克莉絲緹娜·魏吉利烏斯以及英國的凱倫娜·李察森。

## 賽事成績

### 男子單人滑
| 賽事   | 1945 | 1946 | 1947 | 1948 | 1949 | 1950 | 1951 | 1952 | 1953 | 1954 |
| ------ | ---- | ---- | ---- | ---- | ---- | ---- | ---- | ---- | ---- | ---- |
| 冬奧   |      |      |      | 15th |      |      |      | 6th  |      |      |
| 世錦賽 |      |      |      |      | 8th  |      | 6th  | 6th  | 3rd  |      |
| 歐錦賽 |      |      |      |      | 4th  | 3rd  | 3rd  | 2nd  | 1st  | 1st  |
| 義錦賽 | 1st  | 1st  | 1st  | 1st  | 1st  | 1st  | 1st  | 1st  | 1st  | 1st  |

### 雙人滑
（與Barcellona）
| 賽事   | 1946 | 1947 | 1948 | 1949 | 1950 | 1951 | 1952 | 1953 | 1954 |
| ------ | ---- | ---- | ---- | ---- | ---- | ---- | ---- | ---- | ---- |
| 冬奧   |      |      | 13th |      |      |      |      |      |      |
| 歐錦賽 |      |      |      | 9th  |      |      |      |      |      |
| 義錦賽 | 1st  | 1st  | 1st  | 1st  | 1st  | 1st  | 1st  | 1st  | 1st  |